# Orthosia coniortota
Orthosia coniortota là một loài bướm đêm trong họ Noctuidae.